# Řád liberijských průkopníků
Řád liberijských průkopníků, formálně Velký řád nejctihodnějšího rytířského řádu průkopníků Liberijské republiky (anglicky: Grand Order of the Most Venerable Order of the Knighthood of the Pioneers of the Republic of Liberia) je státní vyznamenání Liberijské republiky založené roku 1955. Velmistrem řádu je úřadující prezident Libérie, který řád udílí občanům Libérie i cizím státním příslušníkům.

## Historie
Řád byl založen prezidentem Wiliamem Tubmanem dne 7. ledna 1955. Jeho jméno má připomínat první afroamerické osadníky, kteří byli osvobozenými otroky ze Spojených států amerických, kteří emigrovali do Afriky a na Pepřonosném pobřeží založili kolonii „barevných svobodných lidí”, později nazývaných Amerikanoliberijci. Nové osidlování afrického kontinentu bylo od roku 1820 organizované a financované Americkou kolonizační společností (anglicky: American Colonization Society) a vedlo až ke vzniku Liberijské republiky, která byla vyhlášena 26. července 1847.
Řád je udílen úřadujícím prezidentem Libérie občanům Libérie i cizím státním příslušníkům za vynikající a význačné služby v oblasti mezinárodních vztahů, stejně jako za služby v oblasti politické, náboženské, umělecké, vědecké a průmyslové. A udílen je také za činy filantropie, hrdinství a odvahy.
Řádové insignie jsou vyráběny pařížskou společností Arthus-Bertrand.

## Třídy
Řád je udílen v pěti řádných třídách:
- velkostuha (Grand Cordon) – Řádový odznak se nosí na široké stuze spadající z pravého ramene na protilehlý bok. Řádová hvězda se nosí nalevo na hrudi.
- rytíř komandér (Knight Commander) – Řádový odznak se nosí na stuze kolem krku. Řádová hvězda se nosí nalevo na hrudi.
- komandér (Commander) – Řádový odznak se nosí na stuze kolem krku. Řádová hvězda této třídě již nenáleží.
- důstojník (Officer) – Řádový odznak se nosí na úzké stuze s rozetou nalevo na hrudi.
- rytíř (Knight) – Řádový odznak se nosí na úzké stuze bez rozety nalevo na hrudi.

## Insignie
Řádový odznak je vyroben z pozlaceného stříbra a má tvar bíle smaltované jedenácticípé hvězdy s velkým kulatým, barevně smaltovaným medailonem uprostřed. V medailonu je výjev příchodu prvních afromaerických osadníků do Libérie v roce 1822. Na světle modrém poli jsou američtí osvobození otroci, kteří jsou vítáni domorodými Afričany. Vnější okraj medailonu tvoří tmavě červeně smaltovaný kruh s nápisem HERE WE ARE • HERE WE REMAIN (tady jsme, tady zůstaneme). Na zadní straně je v kruhu nápis  THE LOVE OF LIBERTY BROUGHT US HERE (přivedla nás sem láska ke svobodě) a uprostřed medailonu svitek s nápisem Bill of Rights (listina práv). Průměr odznaku ve třídě rytíře a důstojníka je 40 mm, ve vyšších třídách pak 64,6 mm. Navíc jsou u odznaků vyšších tříd cípy hvězdy spojeny svazky paprsků, cípy jsou zakončeny kuličkami a prstenec s nápisem je na přední straně tmavě modře smaltovaný. Ke stuze jsou odznaky všech tříd připojeny pomocí přechodového prvku v podobě oválného vavřínového věnce.
Řádová hvězda se svým vzhledem shoduje s řádovým odznakem, chybí pouze přechodový prvek.
Stuha je tmavě zelená.